# حسن جزولي
حسن عثمان جزولي (5 أبريل 1936 - 10 أغسطس 2004) هو مغني مصري.

## حياته
ولد الفنان حسن عثمان جزولى في يوم 5 أبريل 1936م بالنوبة القديمة بقرية قــورتة مركز عنيبة بمحافظة أسوان وتخرج من مدرسة قورتة الابتدائية نزح إلى القاهرة صغيرا وعمل بها كمعظم أبناء النوبة الذين تأثرت اسرهم سلبا اثر بناء خزان اسوان عام 1902م وتعليته مرتين عام 1902 و 1933م والذي تسبب في غرق اراضيهم الزراعية ونخيلهم. مما ضيق عليهم موارد رزقهم. تقلب في عدة وظائف بالقاهرة واسوان حيث عمل باسوان وبالغربة في السعودية والكويت حتى عاد إلى اهلة ووطنه وعاود نشاطه الفنى واحيا الحفلات والافراح بالقاهرة والإسكندرية والسويس وبلاد النوبة فحين مرورك بارض النوبة الغالية.. ارض الإبداع والحضارة يصل إلى سمعك كروانا يشدو ويطربك بصوته الشجى وادائه الذي واكب كل الأجيال الكبير والصغير.. إلى ان جاء امر ربه وتوفى في يوم الثلاثاء 10 أغسطس2004م ودفن ببلدته الحبيبه قورتة بالنوبة..

## مشواره الفني
يعد الفنان النوبى حسن جزولى عملاقا نوبيا احتفظ في عمقة الوجدانى بحضارة الإنسان ويعتبر موسوعة في مجال الفن النوبى.. احب النوبة.. باتساع البحر.. واعطى قلبة قربانا للنوبة بحب الحالم ووجدانه المتطلع لغد مشرق فغنى لها بحس مرهف وبمشاعر الإنسان الراقى.. إذ غنى لها اغنيته الخالده التي ابكتنا كلما سمعناها وهي أغنية (البوستة). بدأ مشوارة الفنى في عام 1952م مع الفنان الشاعر النوبــى الأستاذ/ عــبده مرغنى حيث غنى فابدع في أول حفلاته وأول ظهور له كان بجمعية السيالة النوبية بحارة أبو السباع بباب اللوق وكانت أول أغنية بمصاحبة فرقة الفنان النوبــــــى العالمى الراحل على كوبان بمسرح وسينما اديون عام 1952م كانت أغنية الكنزية "ارمنا ووه سمرا " ومن هنا انطلق في عالم الفن النوبى حتى عمت ارجاء وطنه الام مصر وانتشر في الأوساط النوبية بكل مدن الجمهورية " القاهرة - اسوان - الإسكندرية - ومدن القناة بل في كل جزء في العالم يعيش فيه النوبيين فوق ثرى الارص....إذ سافر إلى (الكويت - الإمارات - والسودان - وقطر - ولندن - وباريس) يحيى فيها حفلاته التي اقامها له اخوة يعيشون هناك وعشقوا فنه واحبو افيه انسانيته.

## اشهرأغانيه
و اشتهر الفنان النوبى الراحل بالكثير وباحلى الاغانى النوبية... منها:
- ارمنا ووه سمرا
- الساقية
- أبا اكى يوه
- عديلة
- السد العالى
- النوبة
- الام
- الاخ
- سمراء
- امانه ووه مثيل
- عجيبه
- اى جاه الشال
- دنيا باب اوى كول
- نجاره
- ووبتى تجور آجل

زملاء الفنان النوبى الراحل حسن جزولى. زاملة الكثير من الشعراء والملحنين... منهم على وجه الخصوص الشاعر الغنائى النوبى / عبده مرغنى والذي كتب ولحن له أكثر اغانيه وأيضا قام بتلحين بعضها.الأستاذ / زيدان عبده - والفنان الراحل / شعبان عوض - والفنان الراحل/ صلاح عبد الكريم - والفنان والشاعر الراحل / محى الدين شريف - والأستاذ / عبد العزيز زين العابدين - والأستاذ / نور الدين توشكى - والفنان السودانى القدير / صلاح بن البادية). وذلك لانه الفنان النوبى الوحيد الذي تغنى بالكنزى - والفاديجا - والعرب.
أما عن أشهر مقلديه فهو الفنان (مجدي موسى) والذي اشتهر باسم مجدي جزولي وذلك لأن صوته كان مقاربا لصوت الفنان حسن جزولي.
وللفنان الراحل سبعة البومات:
- سيب المشاغل
- فين ايامك
- زى الهوى
- كفاية الملامة
- متفائل
- بلاجا
- مسافر.